# Abtei Deutz

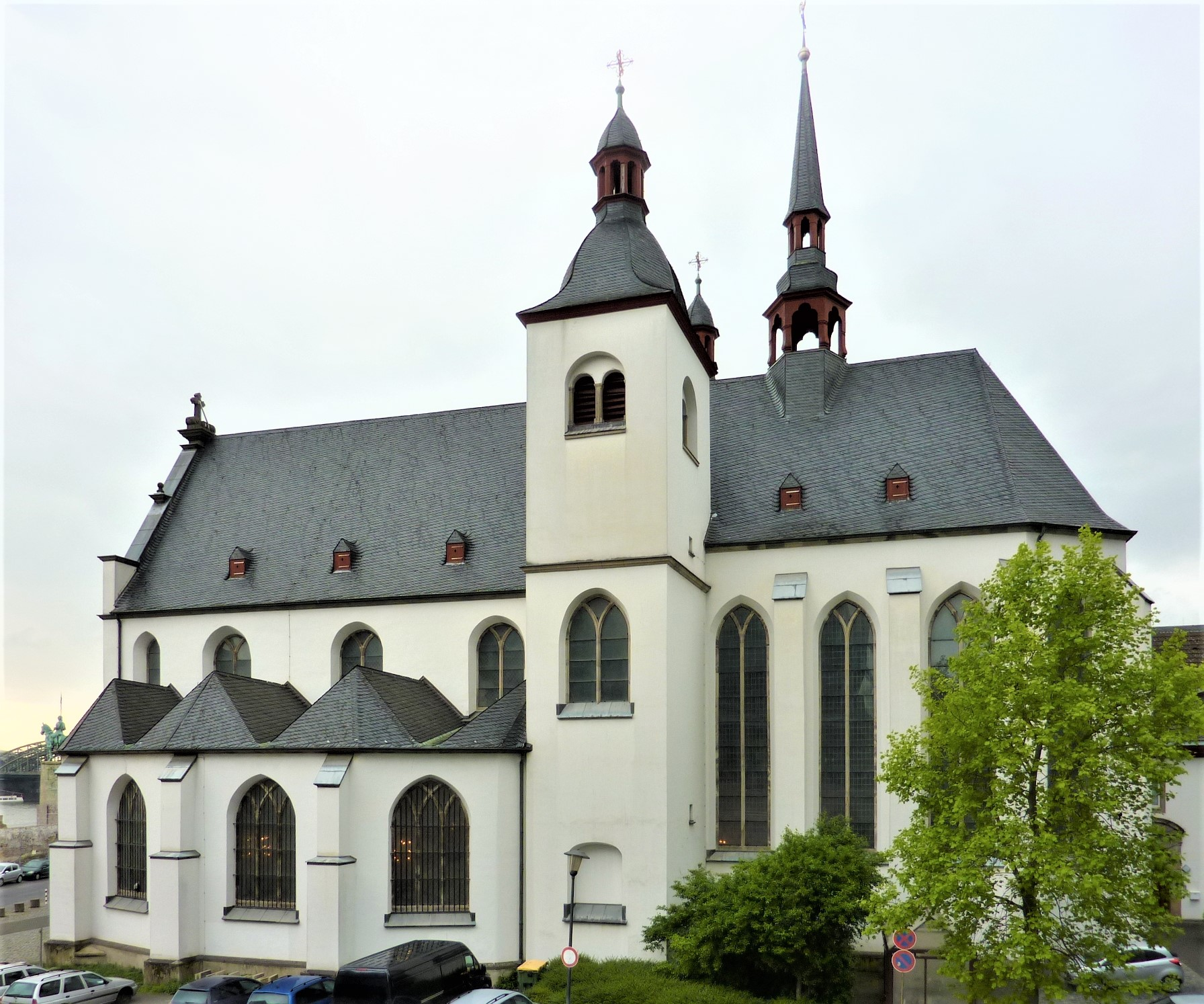
Alt St. Heribert von Süden

Die Abtei Deutz (lat. Abbatia Sancti Heriberti Tuitiensis) war ein Benediktinerkloster in Köln-Deutz an der Stelle des ehemaligen römischen Kastells Divitia. Wegen ihrer wiederaufgebauten romanischen Bauteile zählt die Klosterkirche Alt St. Heribert zu den 13 kleinen romanischen Kirchen, die vom Förderverein Romanische Kirchen Köln betreut werden.

## Geschichte

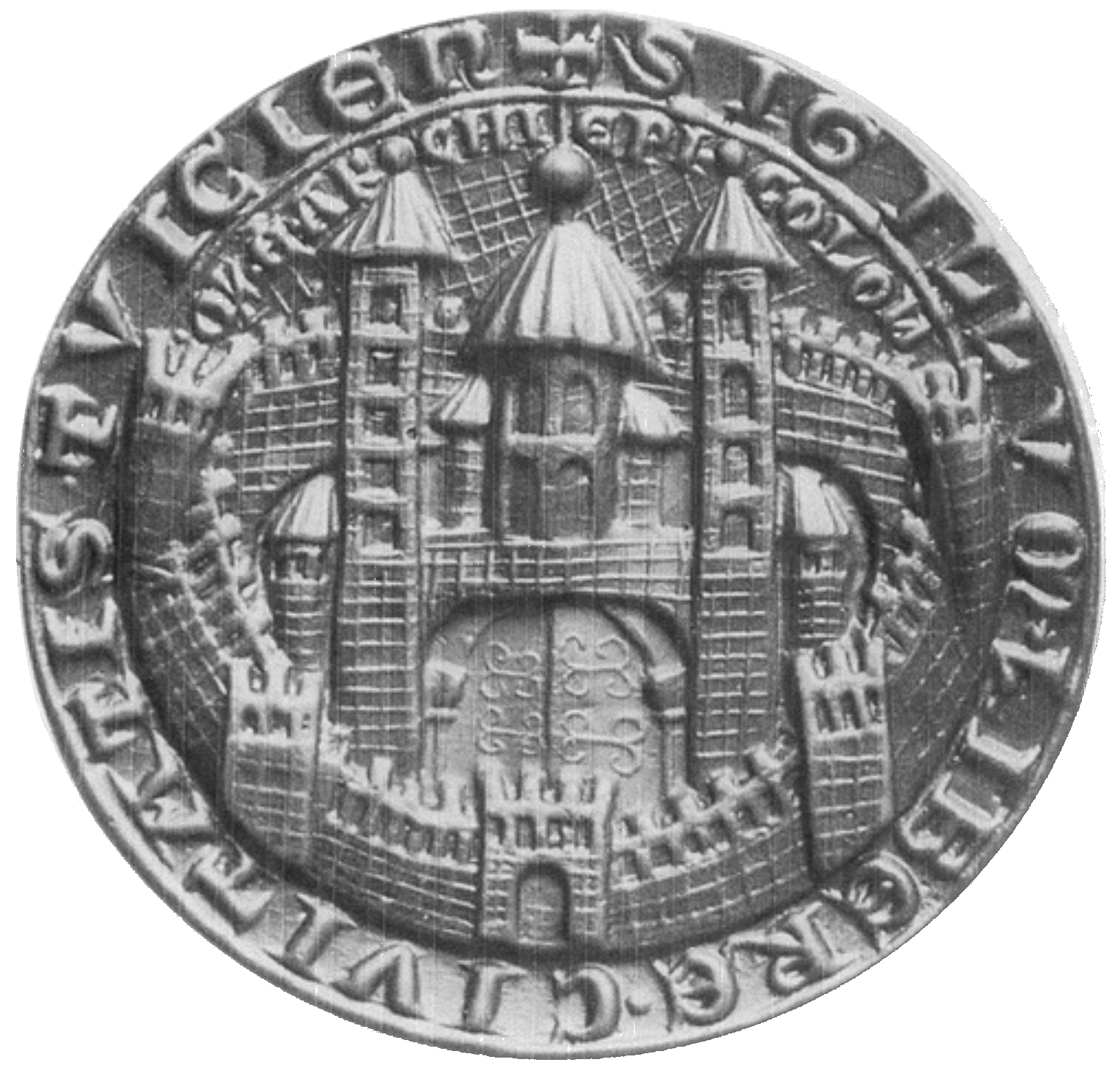
Deutzer Stadtsiegel, 1245/50

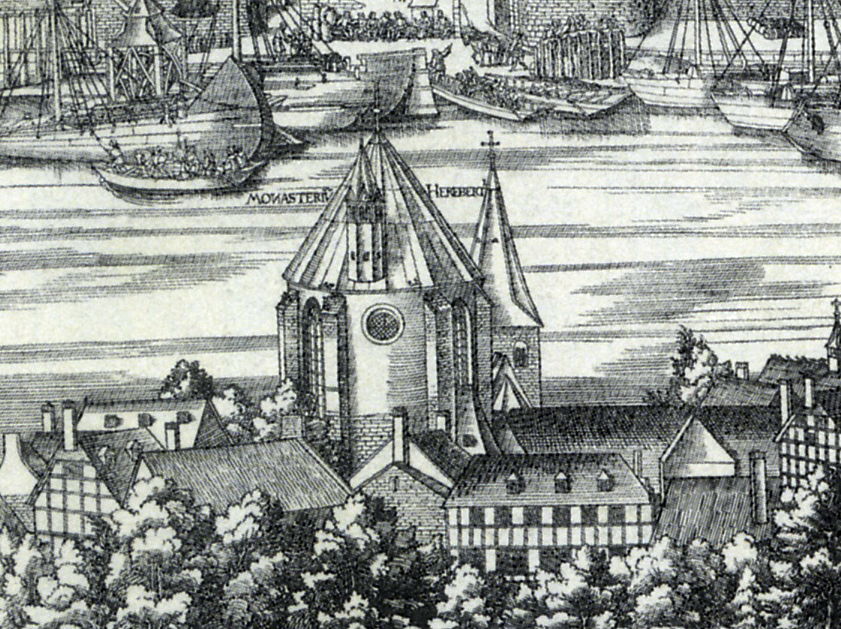
St. Heribert als Rundbau, Ausschnitt aus „Große Ansicht von Köln“, Holzschnitt von A. Woensam, 1530

Die Abtei wurde 1002 vom Kölner Erzbischof Heribert gegründet und mit Benediktinermönchen besiedelt. Der Bischof war ein enger Berater des Kaisers Otto III. gewesen und hatte diesem auf seinem Sterbebett auf Castel Paterno bei Rom ein Jahr zuvor versprochen, ein Kloster zu Ehren der Heiligen Maria zu gründen.
In seiner Schenkungsurkunde überschrieb Heribert dem neuen Kloster zahlreiche Pfründen, so die Pfarrkirche Deutz mit dem ihr aus den umliegenden Höfen – Deutz, Kalk, Vingst, Poll, Rolshoven und Westhoven – zustehenden Zehnten. Außerdem wurden dem Kloster ein Viertel des damals bereits erzbischöflichen Königsforstes und die Hälfte des Grembergs, beides umfangreiche rechtsrheinische Waldgebiete, zugeeignet.
Eine große romanische Abteikirche als Mittelpunkt der Anlage wurde 1020 von Erzbischof Heribert geweiht. Ein Jahr später fanden die sterblichen Überreste von Heribert in der Kirche ihre letzte Ruhe. Sie erhielt in Folge seinen Namen. Besonders bedeutsam war das damalige Zentralgebäude der Kirche, das nicht erhalten ist. Dieser Kuppelbau folgte den Vorbildern der Aachener Pfalzkapelle (St. Gereon in der Kölner Altstadt war zu der Zeit noch das spätantike niedrige Oval von geringer Höhe, der frühgotische Ausbau zum hochragenden Dekagon erfolgte erst 1219–1227.) 1147 erhob man die Gebeine des Heiligen Heribert und bettete sie in einen kostbaren Schrein. Dieser Heribertschrein steht seit 1896 in Neu-St. Heribert. Das Stadtsiegel von Mitte des 13. Jahrhunderts zeigt innerhalb des Deutzer Mauerrings eine Kirche oder auch Klosteranlage mit vier Ecktürmen, einem mächtigen Mittelturm und einem großen Westtor mit dekorativen Beschlägen. Ein Kölner Rheinpanorama (Holzstich) von 1530 zeig immer noch einen großen Rundturm, aber daneben nur einen einzigen (nordwestlichen) Glockenturm. Heute ist die Kirche eine dreischiffige Basilika mit Kreuzrippengewölben, zwei Chorflankentürmen sowie einem Dachreiter.

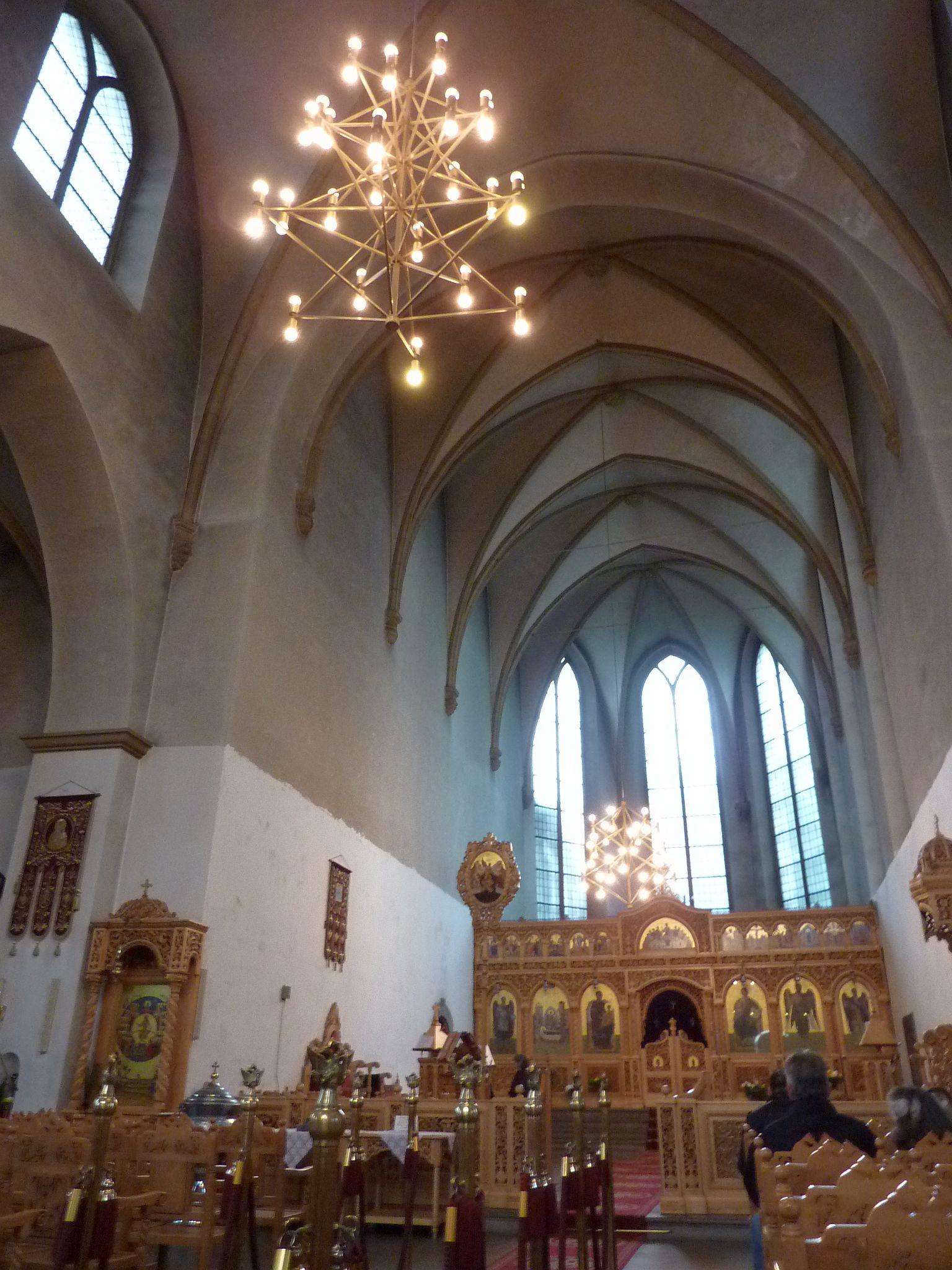
Kirche Alt St. Heribert, Chor mit Ikonostase

Zur Zeit Annos II. oder eines seiner unmittelbaren Nachfolger wurde Deutz zu einem Teil der Siegburger Reform. Zu den Äbten zählte Rupert von Deutz († 1129), ein Benediktinermönch aus Lüttich und bedeutender Theologe seiner Zeit. Er stand dem Kloster von 1121 bis 1129 vor.

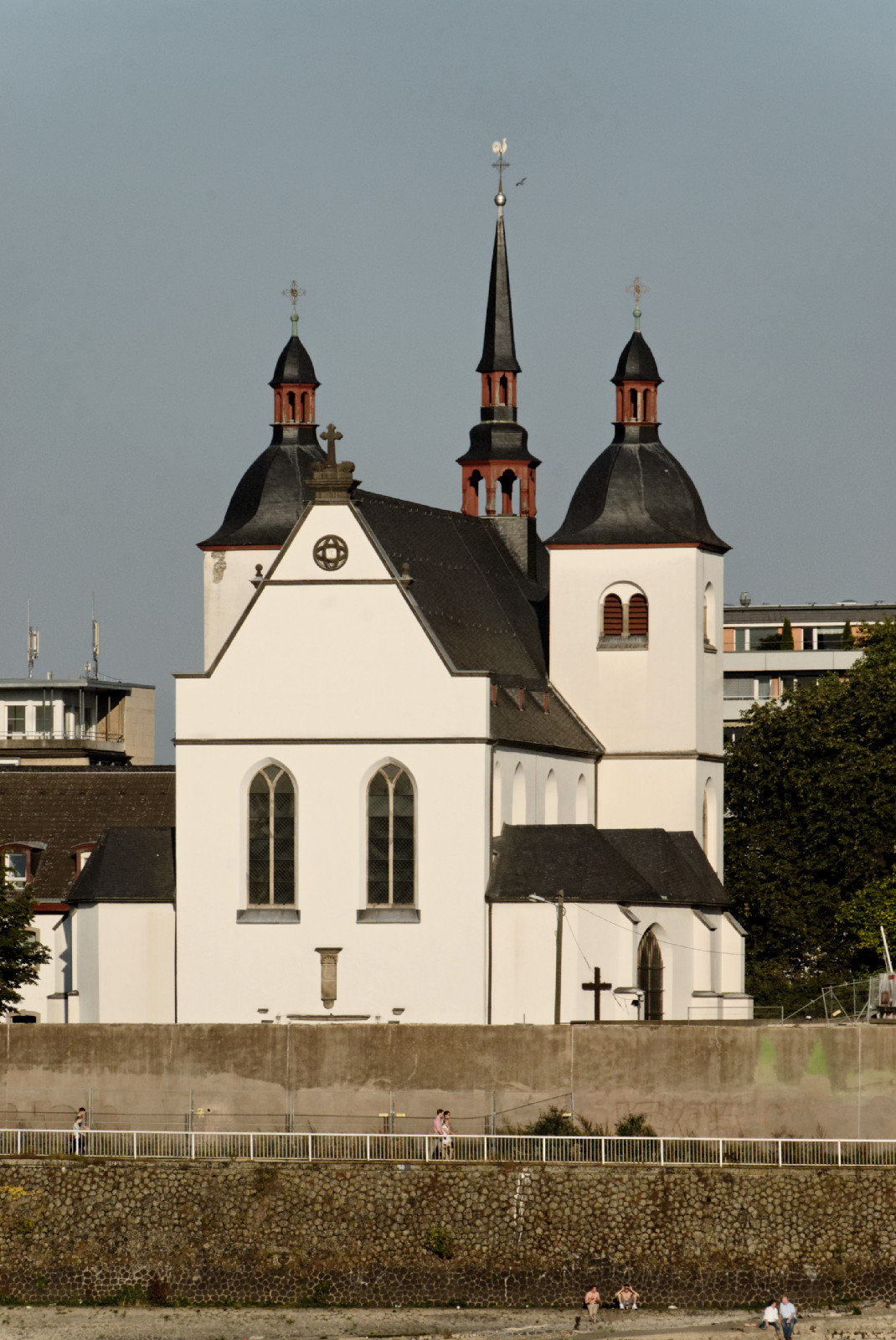
Kirche Alt St. Heribert von Westen

Die strategische Lage am Rhein machte den Ort auch zum Schauplatz von Kampfhandlungen. Im 14. und 16. Jahrhundert wurde die Anlage mehrfach zerstört und wieder aufgebaut. Der jetzige Bau der ehemaligen Klosterkirche wurde zwischen 1659 und 1663 auf dem alten Fundament errichtet. Bei der Betrachtung des Grundrisses fällt auf, dass die Außenwände der beiden Seitenschiffe in einem Bogen verlaufen. Dies ergibt sich aus der Verwendung der ottonischen Grundmauern, so dass die Ausdehnung des früheren Zentralbaus noch zum Teil ablesbar ist. An Stelle des Zentralbaus trat eine dreischiffige Pfeilerbasilika mit zwei Chorflankentürmen. Die Ausstattung erfolgte im Stil des Barock. Diese Basilika ist ein Beispiel des Weiterlebens gotischer Formen nach dem Mittelalter (Nachgotik) und der Wiederbelebung romanischer Formen schon am Ausgang des Mittelalters (Ansätze zur Neuromanik). In der Zeit Napoleons wurde das Kloster säkularisiert. 1804 wurde die Klosterkirche zur Deutzer Pfarrkirche erhoben, da die bisherige Kirche beim großen Rheinhochwasser 1784 erheblich beschädigt worden war.
Das Klostergebäude selbst wurde im Zweiten Weltkrieg stark beschädigt, so dass nur das Erdgeschoss und Teile des  Gewölbekellers erhalten blieben. In den 1970er Jahren wurde das Gebäude wieder aufgebaut, wobei die Fassade dem historischen Erscheinungsbild entspricht und denkmalgeschützt ist. Im Gebäude befindet sich heute eine Senioreneinrichtung der Caritas. Sehenswert im Inneren sind die Wandgemälde des zeitgenössischen Künstlers Werner Weber.
Gegen Ende des 19. Jahrhunderts errichtete man im Zentrum des Stadtteils Deutz die Pfarrkirche Neu St. Heribert. Dort befindet sich bis heute der goldgeschmiedete Schrein mit den Gebeinen Heriberts. Die alte Klosterkirche ist seit den 1990er Jahren Gottesdienststätte der griechisch-orthodoxen Gemeinde Kölns. Den Chor schmückt eine orthodoxe Ikonostase.
An der Süd-West-Seite der Abtei befindet sich ein Stahlkreuz mit der Sockelinschrift „ERECTA 1666 RENOVATA ET BENEDICTA IN SANCTA MISSIONE 1868“ (Erbaut 1666 - Renoviert und gesegnet in Heiliger Mission 1868).

## Literatur

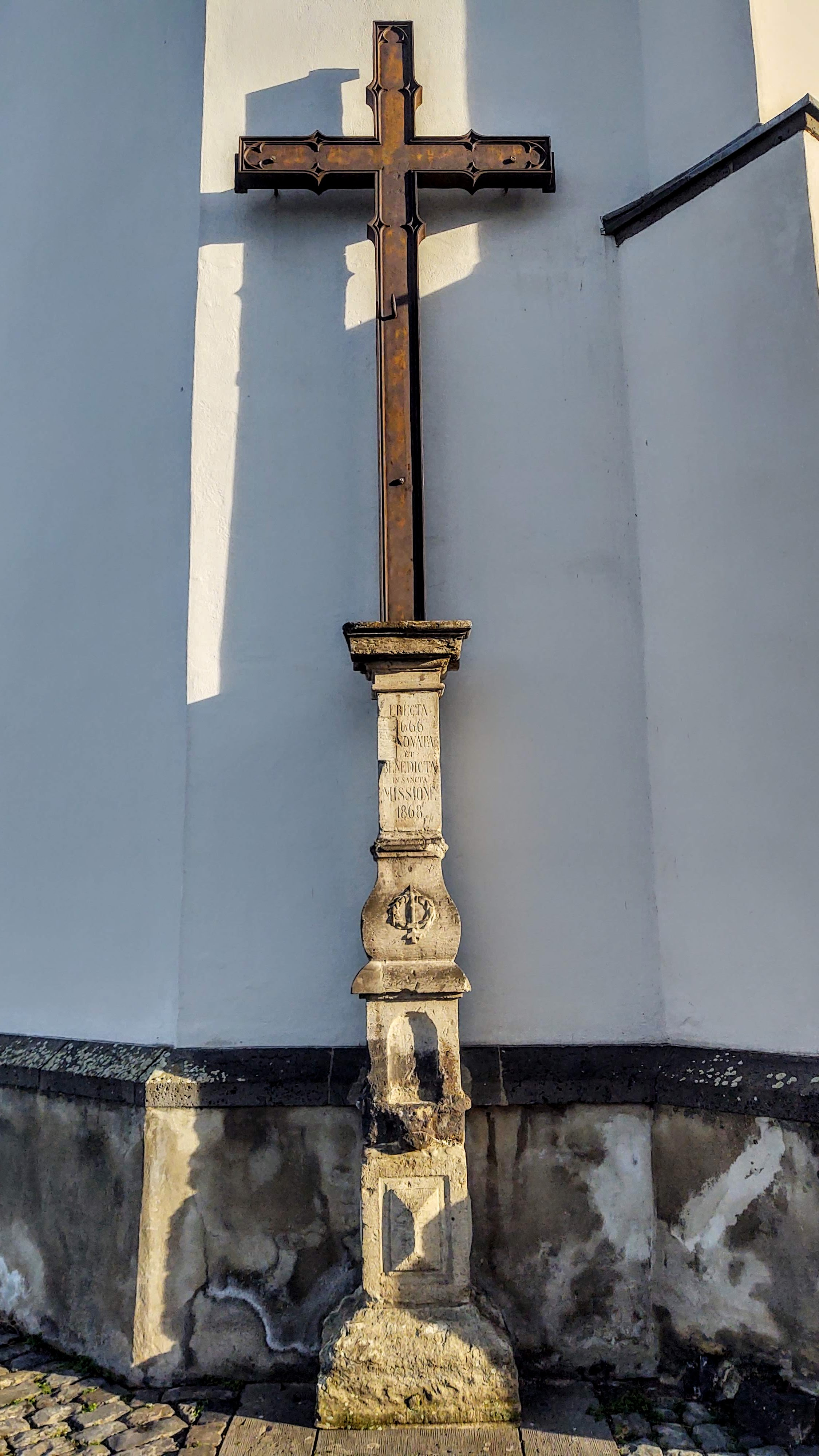
Kreuz an Alt St. Heribert - Abtei Deutz